# Tony Hibbert (Offizier)

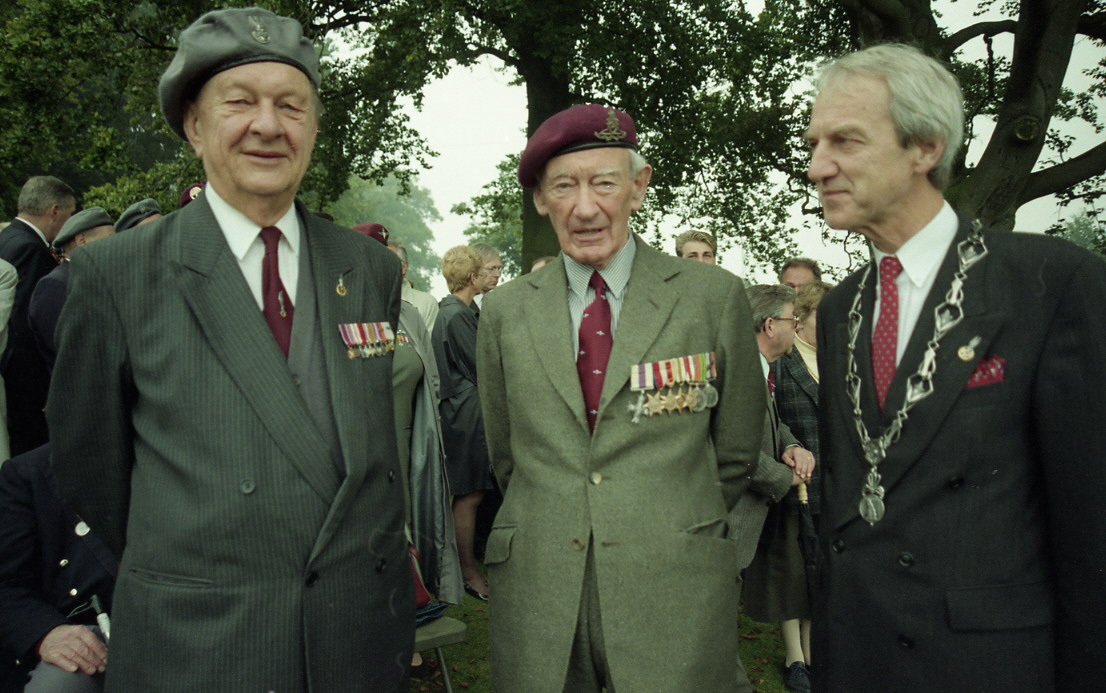
Tony Hibbert (Mitte) bei einer Gedenkveranstaltung in Ede (Niederlande) 1998

Tony Hibbert, MBE MC, eigentlich James Anthony Hibbert (* 6. Dezember 1917 in Chertsey (Surrey); † 12. Oktober 2014 in Trebah, Mawnan, Cornwall) war ein Offizier der British Army im Zweiten Weltkrieg. Im Ruhestand übernahm und restaurierte er gemeinsam mit seiner Frau Haus und Garten Trebah in Cornwall.

## Leben
James Anthony Hibbert war der Sohn eines Piloten im Royal Flying Corps. Die Familie besaß einen Wein- und Spirituosenhandel. In den 1930er Jahren kam Tony Hibbert nach Deutschland, um Weinbau und Weinhandel zu lernen. Unter dem Eindruck der Aufrüstung im Nationalsozialismus entschloss er sich 1935, nach Großbritannien zurückzukehren, seine Lehre abzubrechen und sich bei der Royal Military Academy zu bewerben, um in die britische Armee einzutreten.
Im Januar 1938 erhielt er sein Offizierspatent für die Royal Artillery. Am 9. September 1939 landete er in Cherbourg mit der British Expeditionary Force. In der Schlacht von Dünkirchen befehligte er eine Batterie, die die nördliche Flanke der Alliierten vier Tage lang hielt. Am 1. Juni 1940 musste er aus Munitionsmangel die Stellung aufgeben. Bei der Operation Dynamo wurde er auf dem Schlepper Sun X evakuiert. Für seine Tapferkeit wurde er im Kriegsbericht erwähnt (Mentioned in dispatches).

## 1st Parachute Brigade
Im Oktober 1940 trat Hibbert in das No. 2 Commando ein, die Keimzelle des Parachute Regiment (British Army), dessen Aufstellung Winston Churchill nach der Erfahrung von Dünkirchen gefordert hatte. Das Kommando wurde im November 1940 zum No. 11 Special Air Service Battalion und dann im September 1941 das 1st Parachute Battalion.
Hibbert diente mit der 1st Airborne Division in Nordafrika, wo er zum Stabsoffizier ernannt wurde, und in Süditalien. 1944 wurde er zum Besuch der Generalstabsakademie Staff College Camberley abkommandiert und wurde anschließend Brigade Major der 1st Parachute Brigade.
Am 17. September 1944, dem ersten Tag der Operation Market Garden, erreichte er mit dem Brigade-Hauptquartier und dem 2. Bataillon, unter dem Befehl von John Frost die Brücke von Arnheim. Gegen heftiges Feuer hielten sie den nördlichen Brückenkopf drei Tage lang. Beim Rückzug wurde Hibbert in der Nähe von Oosterbeek von den deutschen Streitkräften gefangen genommen.
Es gelang ihm, zu fliehen und mit Unterstützung holländischer Widerstandskämpfer wieder Anschluss an den Rest seiner Brigade zu bekommen, den Rhein zu überqueren und am 23. Oktober 1944 mit der Operation Pegasus (1944) durch die 101st Airborne Division (Vereinigte Staaten) herausgeholt zu werden. Dabei zog er sich einen Beinbruch zu, der einen fünfmonatigen Lazarettaufenthalt zur Folge hatte.

## Operation Eclipse
Hibbert wurde im April 1945 aus dem Lazarett entlassen. Er erhielt den Auftrag, mit einer Task-Force (T-Force) im Rahmen der Operation Eclipse einen Vorstoss von Lübeck, das am 2. Mai eingenommen worden war, in das noch unbesetzte Kiel zu machen, um dort wichtige Ziele zu sichern. Seine Einsatzgruppe bestand aus einigen hundert Soldaten des 5. Bataillons des King's Regiment der British Army und dem No. 30 Commando der Royal Navy.
Der Auftrag war problematisch. Am Vortag war die Teilkapitulation in Nordwestdeutschland durch die deutsche Delegation unter Leitung Hans-Georg von Friedeburg auf dem Timeloberg in der Lüneburger Heide unterzeichnet worden. Autorisiert wurde diese Unterzeichnung durch den letzten Reichspräsidenten Karl Dönitz, der im nördlich gelegenen Flensburg-Mürwik verweilte. Die Briten hatten vorerst zugesagt nicht über Bad Segeberg hinaus nach Norden vorzustoßen. Die Lage in Kiel war daher unklar und angespannt, und die deutschen Truppen nördlich des Nord-Ostsee-Kanals zögerten, ihre Waffen niederzulegen. Hibbert und seinen Männern gelang es jedoch, ohne Gegenwehr die Kontrolle in Kiel zu übernehmen und bis zum 7. Mai aufrechtzuerhalten, als die 15th (Scottish) Infantry Division eintraf.
Der Hintergrund des Vorstoßes lag darin, dass es Ende April Berichte schwedischer Stellen gab, wonach die Rote Armee plane, über die auf der Konferenz von Jalta beschlossenen Demarkationslinien weiter nach Nordwesten vorzustoßen und Dänemark zu besetzen. Diese Erkenntnisse führten zum schnellen Vorstoss britischer und US-amerikanischer Einheiten zur Ostsee, mit dem sie am 2. Mai die sowjetischen Streitkräfte am östlichen Stadtrand von Wismar aufhielten. Tatsächlich soll die Westalliierten dort den sowjetischen Einheiten gerade einmal vier Stunden zuvor gekommen sein. Die schnelle Einnahme Kiels und seiner Werft- und Hafenanlagen wurde als weitere Voraussetzung für ein erfolgreiches Aufhalten des sowjetischen Vormarsches zu Lande und auf dem Wasser angesehen.
Am VE-Day, dem 8. Mai, wurde Major Hibbert kurzzeitig unter Arrest gestellt, da sein Vorstoß die in der Lüneburger Heide ausgehandelten Bedingungen verletzt hatte und geklärt werden musste, ob er sich auf einen gültigen Befehl der 21st Army Group berufen konnte. Die Lage klärte sich und er wurde schnell entlassen.

## Leben nach Ende der Militärlaufbahn
1947 wurde Hibbert als Invalide aus der Armee entlassen. Er kehrte in das Familienunternehmen CG Hibbert zurück und baute es stark aus.
1960 gründete er in Lymington den Salterns Sailing Club für Jugendliche. Er selbst segelte internationale Rennen in der International Moth Class.
Tony Hibbert versuchte zwei Mal, in den Ruhestand zu gehen. Sein erster Versuch war 1972 in Devon als gentleman farmer, was ihm nicht zusagte.

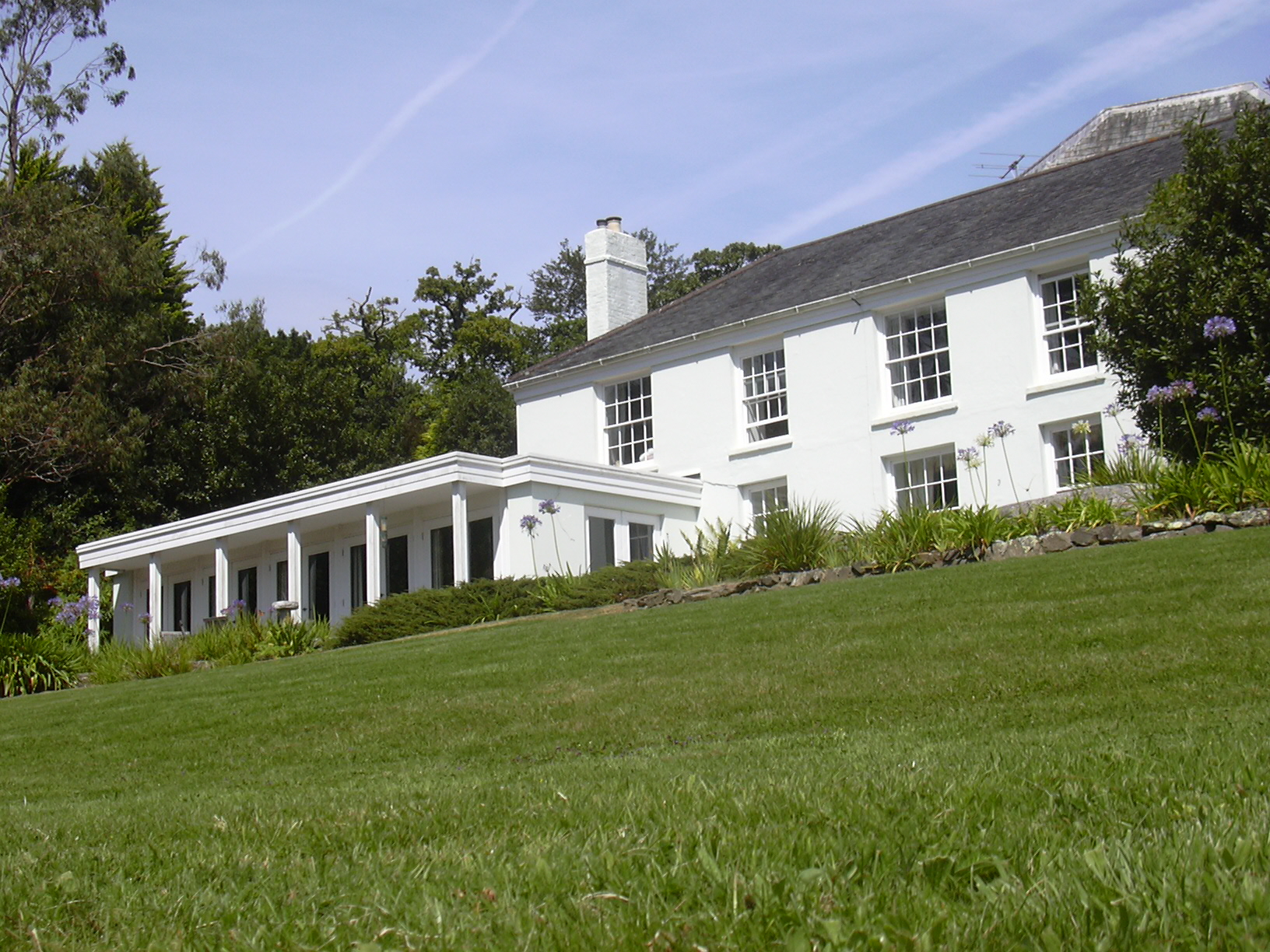
Trebah House

1981 ließen seine Frau Eira, geb. Bradshaw († 2009) und er sich überreden, Haus und Garten Trebah in Cornwall zu kaufen. Als sie die Bedeutung des Gartens erkannten, der jahrelang vernachlässigt worden war, begannen sie eine überaus erfolgreiche Restaurierung. Trebah ist seit 1987 öffentlich zugänglich und wurde zu einem der am häufigsten besuchten Gärten in Cornwall; es ist heute Eigentum von Trebah Garden Trust, einer vom Ehepaar Hibbert gegründeten Stiftung.

## Auszeichnungen
- 1945: Military Cross, von Hibbert 2009 dem Airborne Museum Hartenstein gestiftet[6]
- 2006: Order of the British Empire[1][5][3]
- 2010: Kieler Prunksiegel[21][22][23]